# Audrey Azoulay
Audrey Azoulay (La Celle-Saint-Cloud, 4 de agosto de 1972) é uma administradora, funcionária pública e política francesa de ascendência marroquina. Desde sua posse ao cargo em 2017, Azoulay é a primeira mulher eleita Diretora-geral da Organização das Nações Unidas para a Educação, Ciência e Cultura (UNESCO), uma das agências especializadas das Nações Unidas. Anteriormente, Azoulay serviu no governo do Primeiro-ministro Manuel Valls como Ministra da Cultura de 2016 a 2017.